# LG상남도서관
LG상남도서관은 LG연암문화재단이 설립한 사설 도서관이다. 본래 주택용으로 설계되었지만 구자경으로부터 연암문화재단이 기증받아 도서관으로 운영되고 있다.

## 역사
1996년 4월에 개관하였다. 2003년 7월에 LG사이언스랜드 서비스를 시작하였으며, 2006년 4월에 책 읽어주는 도서관 서비스를 시하였다. 2007년 3월에 한국도서관상을 수상하였으며, 2010년 12월에 장애인먼저실천상 대상을 수상하였다. 2016년 4월에 YOUNG MAKER 보관됨 2018-06-16 - 웨이백 머신 서비스를 시작하였다.

## 서비스
LG상남도서관에서 제공하는 서비스에는 lg사이언스랜드, 책 읽어주는 도서관, YOUNG MAKER 보관됨 2018-06-16 - 웨이백 머신 등이 있다.